# The Preacher Men
The Preacher Men is een Nederlandse jazzband die werd opgericht in 2014 en bestaat uit de leden Efraïm Trujillo (bandleider, saxofoons & composities), Rob Mostert (Hammond-orgel B-3) en Chris Strik (drums).
De band was op diverse Nederlandse podia en festivals te zien waaronder Jazz in Duketown, Amersfoort Jazzfestival, LantarenVenster in Rotterdam, het Bimhuis te Amsterdam en in 2019 op het North Sea Jazz Festival. Dagblad Het Parool koos The Preacher Men als een van de vijf tips voor het programma-aanbod van de editie van 2019..

## Radio en televisie
The Preacher Men waren twee keer te gast in het NPO Radio 2 Soul & Jazz programma 'Co Live!'
Op 15 september 2018 overhandigde Efraïm Trujillo in dit programma het eerste exemplaar van de cd BLUE aan radiomaker Co de Kloet..
Ook traden ze in juni 2019 op in het actualiteitenprogramma 'M'..

## Edison Publieksprijs 2019
Op 7 juli 2019 ontving de band in theater LantarenVenster de Edison Publieksprijs voor het album BLUE . Dit album is tevens onderdeel van het masteronderzoek Into The Blue: Revealing the essence of a musical genre dat Efraïm Trujillo uitvoerde aan het Conservatorium van Amsterdam..

## Discografie
- Live at Bimhuis (CD & Vinyl 2019)[7]
- BLUE (Vinyl 2019)
- BLUE (CD 2018)[8]
- Preaching Out Loud (CD 2016)[9]